# 姐勒金塔
姐勒金塔，傣语称广母贺卯，意为“瑞丽坝头的佛塔”，位于云南省德宏傣族景颇族自治州瑞丽市勐卯镇姐勒寨，属上座部佛教群塔。

## 传说
根据傣文古籍《广母货卯——瑞丽姐勒佛塔史》记载的传说，姐勒金塔历史上先后七次重建或大修。佛祖转世为金熊时，居住在姐勒附近的山上，最后圆寂在一棵菩提树下，佛教弟子在菩提树下建起一座塔，供奉佛祖舍利:225，因此也称为“金熊宝塔”。到葛拉巴（召武定之父）做勐卯国王时，已是一座高7.5米的佛塔，但风雨侵蚀逐渐损坏，葛拉巴亲自主持重建佛塔:226。王位传到吉塔贡玛拉时，姐勒金塔又倒塌无存，国王再次重建姐勒金塔:227。思外法（思任法）当国王的时代，金塔再次损坏:228。随后，勐卯地区经历明缅战争、清缅战争，地方混乱，统治者无力重建金塔，直到1782年，土司衎岳法重建勐卯城，随后决定重建姐勒金塔，终在1802年完工:228-229。同年雨季，塔顶在暴雨中折断，1803年再次修复:229。1867年，勐卯地震，姐勒金塔倒塌:229。1877年，土司衎荫法之母婻罕算主持重建姐勒金塔，1879年完工，塔高28.3米，底座周长25米:229-230。1892年，塔顶冠被风吹断，土司衎罕算重建塔顶，又在周围建起四座小塔:230。1904年，土司衎盖法再次修葺姐勒金塔:230。

## 历史

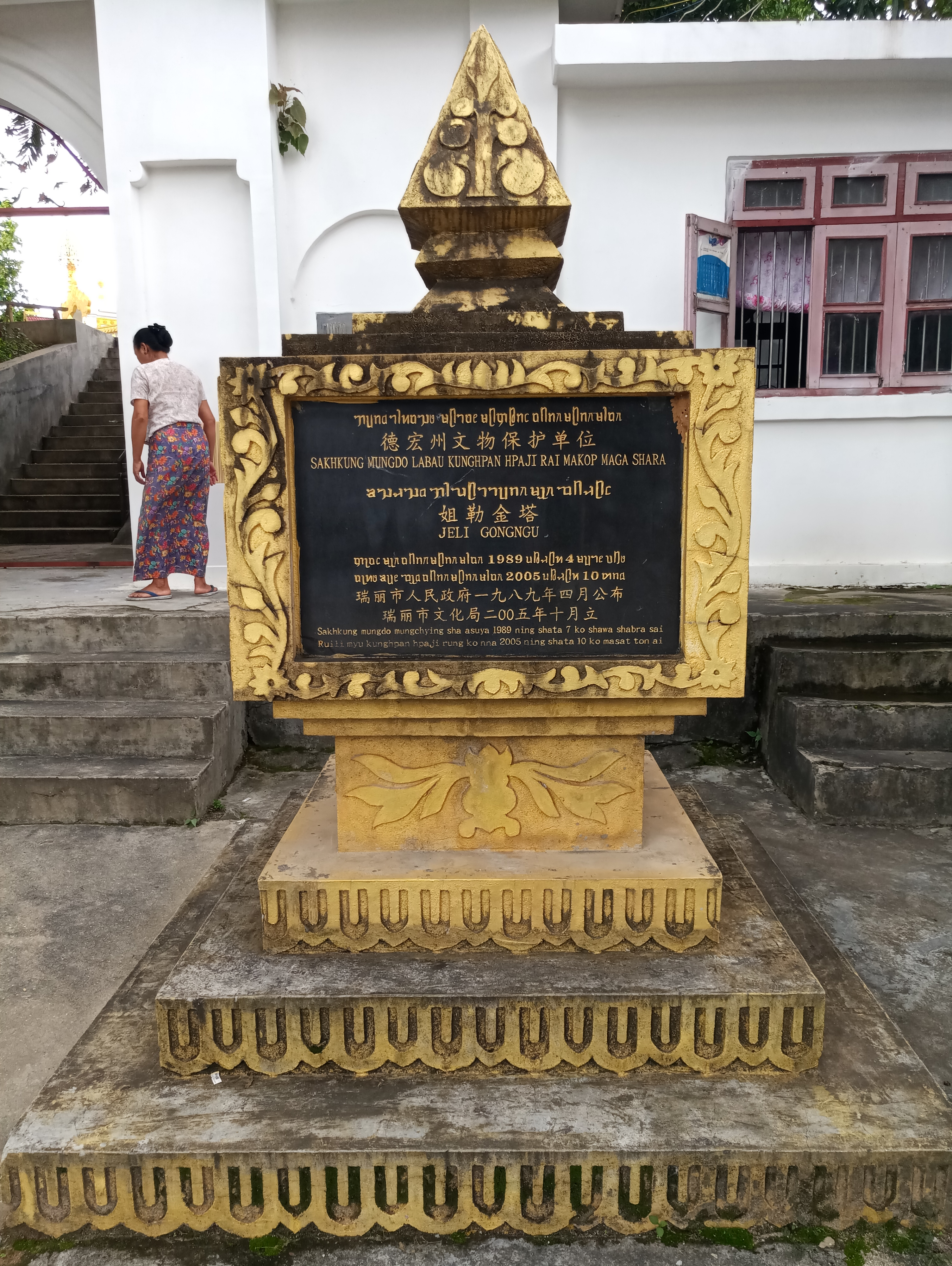
姐勒金塔的文物保护单位说明碑

中华人民共和国成立后，姐勒金塔保存完好，被列入云南省文物保护单位。“文化大革命”初期，1967年1月20日，“造反派”用炸药将姐勒金塔炸毁、夷为平地，省级文保资格遭到除名。1980年10月，瑞丽县清理塔基废墟，出土一片金银拓片，宽4.5厘米，长54.5厘米，两面刻有傣文绳头小字“此塔重建于佛历2300年”，佛历2300年即西元1756年，则姐勒金塔至少已有200年历史。1981年，国务院宗教局拨专款七万元，重建主塔。根据留存的原塔照片、历史文字记载、佛教人员的意见设计施工，1983年4月3日竣工，民众筹资在周围修建16座小塔。1982年2月25日至27日，主塔举行落成典礼，中国、缅甸、泰国数以万计佛教信徒前来朝拜。1989年7月19日，德宏州人民政府将姐勒金塔列入州级文物保护单位。

## 建筑
现存的姐勒金塔为17座实心砖塔组成的缅式群塔，中为大塔，环以小塔，占地面积3,850平方米，建筑面积706.5平方米，塔基圆形，直径30米，高1.5米。姐勒金塔的塔分为四种规格，主塔总高39.5米，4座二号塔（高13.45米）环于主塔四周，4座三号塔（高9.25米）环于主塔四周，8座四号塔（高6.25米）环立外围。大小塔均为葫芦状，每座二号塔下设卷洞式方形佛龛一个，龛内供有石雕佛像，龛壁有浮雕。

## 图集

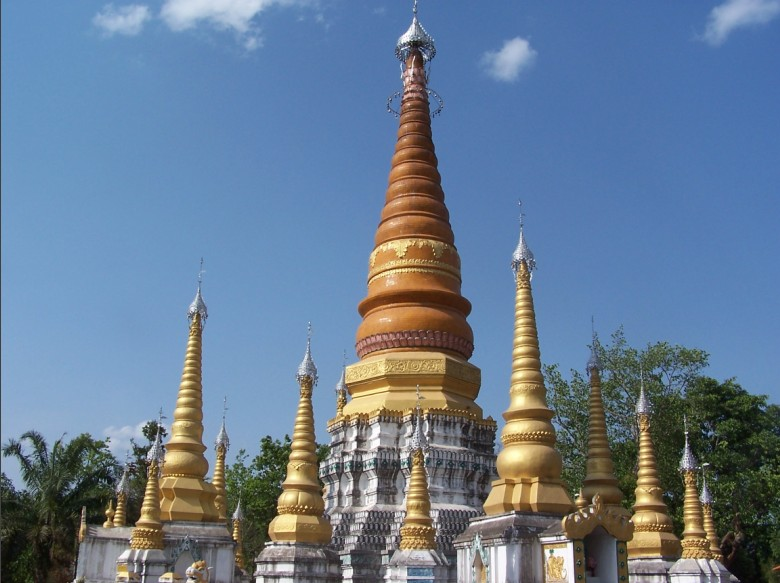
姐勒金塔
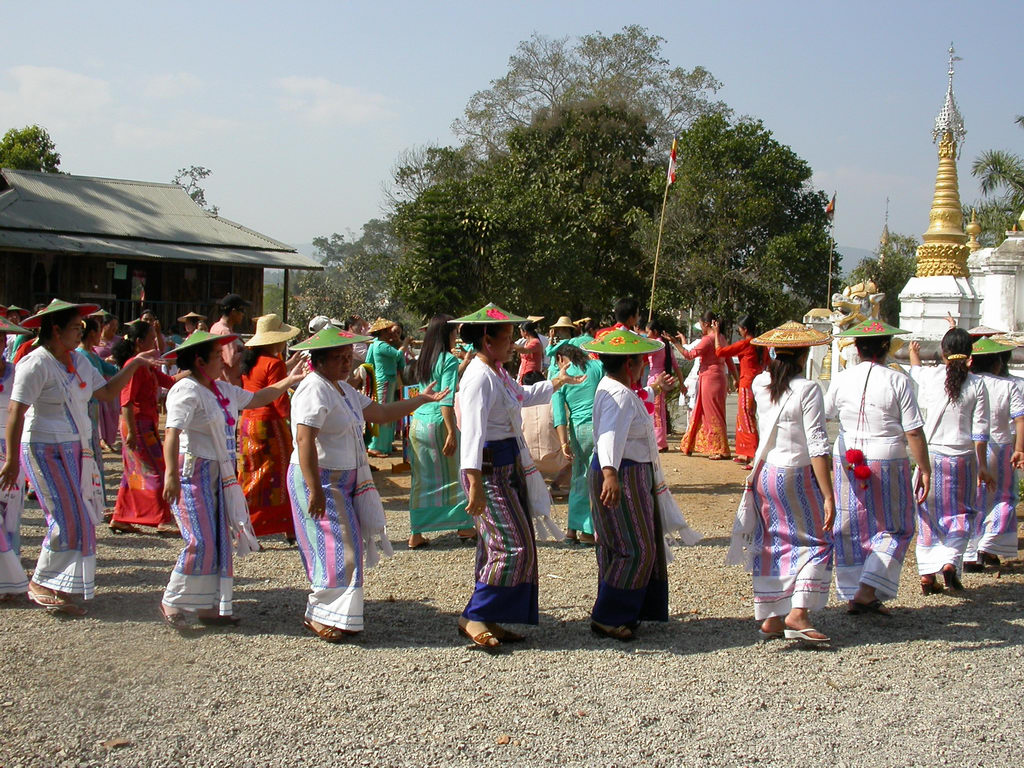
傣族居民在姐勒金塔欢度佳节
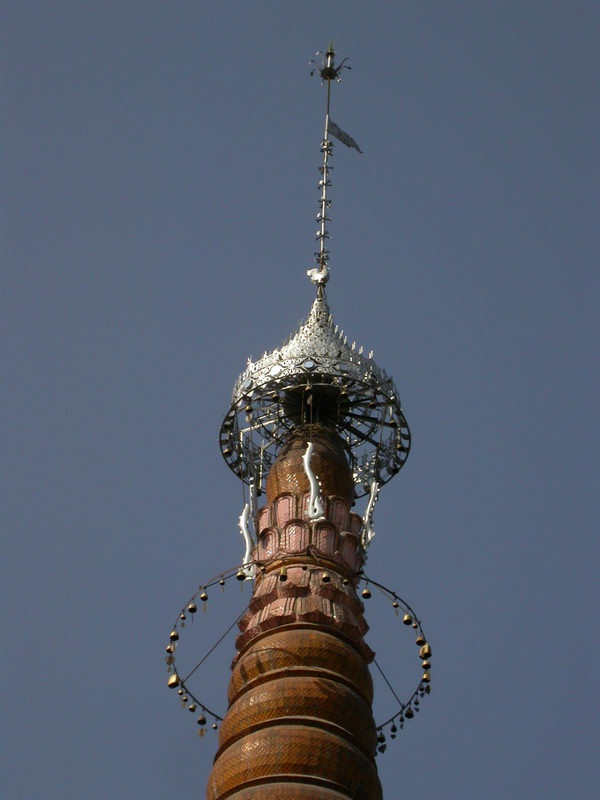
主塔的塔刹
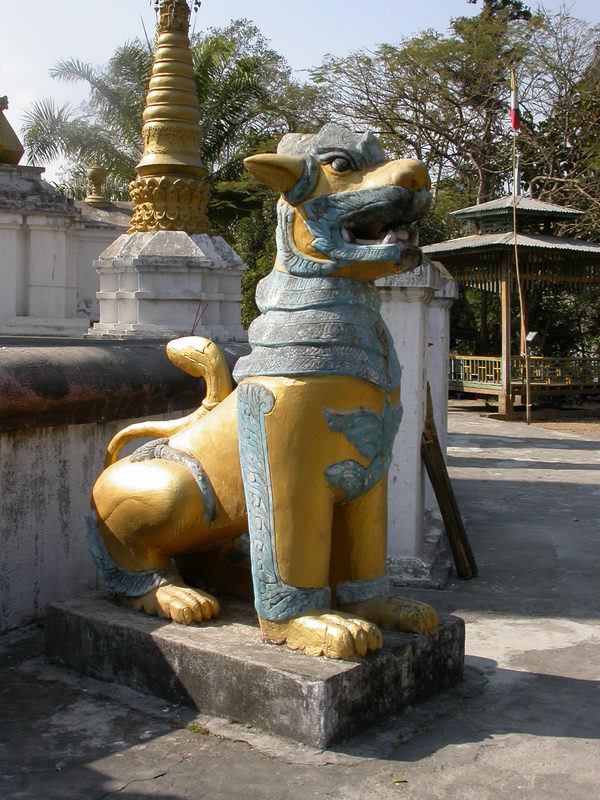
姐勒金塔的镇兽